# Domenico Alberti
Domenico Alberti, italijanski pevec, čembalist in skladatelj baročne in klasicistične glasbe, * 1710, Benetke, † 1740, Rim.
Alberti je najbolj znan po svojih operah, pesmih in sonatah za glasbila s tipkami. Bil pa je tudi veleposlanik Benetk v Španiji.